# Acrochordonichthys
Acrochordonichthys es un género de peces de la familia Akysidae. Incluye diez especies.

## Distribución y hábitat
Las especies de Acrochordonichthys se encuentran principalmente en los cursos bajos de los ríos del Sureste Asiático.
Varias de estas especies solo se conocen en la isla de Borneo:
- A. guttatus solo se ha citado en la cuenca del río Barito al sur de Borneo.
- A. mahakamensis sólo aparece en la cuenca del río Mahakam al este de Borneo de donde toma su nombre.
- A. chamaeleon y A. strigosus sólo habitan en la cuenca del río Kapuas al oeste de Borneo.
- A. falcifer habita las cuencas de los ríos Kinabatangan y Segama, y posiblemente el Kayan, al noreste de Borneo.
- A. pachyderma nada en las aguas de las cuencas de los ríos Kapuas, Mahakam y Kinabatangan, al este y noreste de la isla, respectivamente.[2]

A. septentrionalis sólo se conoce en las cuencas de los ríos Mae Klong, en Tailandia y Pahang, en la península de Malaca. Probablemente también se encuentre en el río Bernam, también en Malaca.
A. rugosus se ha citado en el río Solo, Ciliwung, y Citarum en la isla de Java; en los ríos Barito, Kapuas, Mahakam y Rajang en Borneo; en Bernam, Terengganu, Mae Nam Sungai Kolok y Pattani en la península de Malaca y sur de Tailandia; y en el río Musi y Tulangbawan en Sumatra.
A. ischnosoma se conoce en el río Citarum al oeste de Java y el río Musi al sur de Sumatra.
A. gyrinus, es la especie que aparece más al norte, habitando el río Yom en la cuenca del Chao Phraya en Tailandia.